# Массовое убийство в Вирджинии (2019)
Массовое убийство в Вирджинии было совершенно 31 мая 2019 года в одном из муниципальных учреждений города Вирджиния-Бич. Преступник, войдя в здание, открыл огонь по людям. Погибло 12 человек, ещё несколько получили ранения. Нападавший был убит в перестрелке с сотрудниками полиции. По предварительным данным, нападавший опознан: им оказался 40-летний Деуэйн Крэддок, ранее работавший в том же муниципальном учреждении. Точные мотивы убийства в настоящий момент неизвестны.

## Убийство
Вечером 31 мая вооружённый преступник вошёл в здание городского муниципалитета Вирджиния-Бич и открыл огонь. Стрельба велась на всех трёх этажах здания. Все погибшие (кроме одного, в автомобиле на парковке) находились именно в здании муниципалитета. Прибывшие на место сотрудники полиции попытались задержать убийцу, однако он открыл по ним огонь. В ходе завязавшейся перестрелки нападавший получил несколько ранений и скончался на месте происшествия. Преступник был вооружён пистолетом калибра .45 ACP, оснащённым глушителем и увеличенным магазином боеприпасов.

## Личность преступника
По предварительным данным, преступником был 40-летний местный житель Деуэйн Крэддок (урождённый DeWayne Antonio Hamilton, 15.10.1978 – 31.05.2019). Он работал сотрудником местной коммунальной службы в должности сертифицированного инженера. Раннее к уголовной ответственности не привлекался. В середине 1990-х годов проходил службу в Национальной гвардии США, где получил опыт обращения с оружием.

## Реакция
Президент США Дональд Трамп выразил соболезнования и пообещал, что федеральные власти США окажут всю необходимую помощь пострадавшим. Также Трамп распорядился приспустить флаги США до заката 4 июня.